# Mbaye Ndiaye
Mbaye Ndiaye (4 gennaio 1999) è un cestista senegalese di formazione francese.